# 內森·埃文斯
内森·亚历山大·埃文斯（Nathan Alexander Evans，1994年12月19日—）是一位来自蘇格蘭埃爾德里的歌手和词曲作家。2020年，埃文斯在TikTok上发布了自己演唱的船夫号子视频。2021年，他又翻唱了船夫之歌 ，經由他翻唱的这首歌登上了英國單曲排行榜的榜首。

## 早年及个人生活
埃文斯拥有网页设计学位。 他後來成為埃爾德里皇家邮政的一名邮政工人。 
他也曾是一名铁工，每天要工作13个小时，期间他患有精神疾病以及伴有恐慌發作。 
埃文斯已婚，他的孩子于2023年4月出生。 